# Caldas Sport Clube
O Caldas Sport Clube é um clube português localizado na cidade de Caldas da Rainha. Foi fundado no dia 15 de maio de 1916, por um grupo de caldenses composto por Eduardo José Valério, António Lopes Júnior e João dos Santos Arranha.
É no seu recinto desportivo, o Campo da Mata com capacidade para 9 600 espectadores, que disputa atualmente a Liga 3.

## História
A sua escritura foi publicada no Diário do Governo, II Série, nº46, de 26 de Fevereiro de 1945. É filiado e fundador da Associação de Futebol de Leiria.
Iniciou a sua atividade desportiva oficial disputando os Campeonatos Distritais.
Subiu à III Divisão Nacional em 1951/52, onde foi vice-campeão.
Em 1953/54 ingressou na II Divisão Nacional e, na época seguinte, é Vice-campeão Nacional desta competição, tendo que disputar uma linguilha para subir à I Divisão Nacional.
Assim, a 26 de Junho de 1955, o Caldas Sport Clube defrontou o Boavista Futebol Clube, no Estádio Municipal de Coimbra, tendo vencido por 4-1. Ingressou assim na I Divisão Nacional, onde permaneceu quatro épocas, de 1955/56 a 1958/59.
Na época 1958/59, desceu à II Divisão Nacional e, na seguinte, à I Divisão Distrital, visto nessa altura não existir o Campeonato Nacional da III Divisão.
Após onze anos de permanência no Campeonato Distrital da I Divisão, regressa à III Divisão Nacional, sagrando-se Campeão Nacional na época 1971/72, cuja final se disputou no Estádio Municipal de Coimbra com a União Desportiva Oliveirense, tendo vencido por 3-2.
A partir desta época o clube tem pautado a sua atividade pela II Divisão Nacional, com uma ou outra descida à III Divisão Nacional, rapidamente recuperada.
Na época de 1992/93, treinado por Francisco Vital, esteve quase a subir à Divisão de Honra Nacional, perdendo no último e decisivo jogo do campeonato frente ao Académico de Viseu por 0-1 (golo de Besirovic).
Disputou o Campeonato Nacional da II Divisão B na época 2004/05, tendo descido à III Divisão Nacional.
Regressou à II Divisão na época 2007/08, fruto da brilhante prestação na época anterior onde se sagrou Campeão da Série D da III Divisão.
Em 2011/12, regressa novamente à II Divisão Nacional (Zona Sul) após se ter sagrado Campeão da Série E da III Divisão.
O Caldas Sport Clube conta no seu Historial com mais de 250 participações em campeonatos oficiais, nas várias modalidades praticadas durante a sua existência e mais de 500 troféus conquistados.
Na época de 2017/18 o Caldas teve uma participação histórica na Taça de Portugal, tendo chegado às meias-finais, Pelo caminho eliminou Lourinhanense, Olímpico de Montijo, Cesarense, Arouca, Académica, Farense, acabando por cair diante do Desportivo de Aves que foi o vencedor o troféu.
Na época de 2021/22 o Caldas Sport Clube sobe e integra a novel Liga 3. No final da época assegura a manutenção e vence o Troféu Puro Futebol Ouro, que lhe permitirá usar o distintivo nas camisolas na época de 2022/23.
Na participação na Taça de Portugal da época de 2021/22 o jogador João "Tarzan" Rodrigues sagrou-se o melhor marcador da edição, com 7 golos.
Na época 2022/23 o Caldas Sport Clube está pela segunda época na Liga 3 voltando a assegurar a manutenção e a passagem para a terceiro ano desta competição. O clube fica no 6º lugar (em 12) da fase regular e em 2º (de 4) na fase de manutenção. Nesta segunda época desta competição, o Caldas repete a conquista do Prémio Puro Futebol Ouro e volta a ostentar o brasão. O melhor marcador desta época foi Tuga que conseguiu 8 golos nas 18 partidas em que jogou. Foi seguido de Lucas Villela, que apesar de ter chegado em janeiro, conseguiu 7 golos em 12 jogos e por João Silva com 6 golos em 29 jogos.
Na época 2023/24 o Caldas volta a disputar a Liga 3, ficando em que fica em 6º lugar na fase regular e em 2º na Fase de Manutenção. No Terceiro ano de Liga 3, o Caldas ganhou o prémio Puro Futebol Bronze e também o galardão Solidariedade Social pelo seu empenho em causas sociais. O melhor marcador foi João Rodrigues "Tarzan" com 6 golos.

## Plantel
O atual plantel do Caldas Sport Clube é composto por 24 jogadores
Iniciou a época de 2024/25 com uma média de 91 jogos por jogador.
Tem 1 jogador com quase 400 jogos pelo clube, Thomas Militão.
Tem 4 com mais de 200 jogos e 3 entre os 50 e os 199 jogos a envergar a camisola alvinegra (apenas jogos pela equipa sénior).

## Modalidades
No ano de 2024 o Caldas abre 3 novas secções para as modalidades de: 
Andebol
Ténis de Mesa
Bilhar / Pool
No futebol o clube continua a contar com cerca de 400 atletas em todos os escalões

## Patrocinadores
- Grupo Auto Júlio
- Power Cocrete
- Aki del Mar - Mariscos
- Frigosto  - Congelados
- Transwhite
- CUF - Hospitais e Clínicas
- Caixa Agícola Caldas da Rainha Óbidos Peniche
- Ivo Cutelarias
- Ginja Mariquinhas
- Goosebrokers / Pedro Custódio Seguros
- Termas das Caldas da Rainha
- McDonald's - Caldas da Rainha
- MRF - Manuel Rodrigues Ferreira Materiais de Construção
- Balance Health Club
- Papelaria Pitau
- Taberna Manel Vina
- Zezé - Praia Mar
- Cervejaria O Litro

## Presidentes
- Rodrigo Neves Amaro (atual)
- Jorge Reis
- Carlos Vasques
- Vítor Marques
- António Ferreira

## Fotos

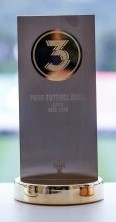
Troféu Puro Futebol Ouro

Troféu conquistado nos dois primeiros anos da Liga 3 (2021/22 e 2022/23)
No Terceiro ano de Liga 3, o Caldas ganhou o prémio Puro Futebol Bronze e também o galardão Solidariedade Social pelo seu empenho em causas sociais

## Histórico
|                                | Nº Presenças | Títulos              | Boas épocas         |
| ------------------------------ | ------------ | -------------------- | ------------------- |
| Temporadas na 1ª               | 4            |                      | 10º lugar - 1957/58 |
| Temporadas na 2ª               | 0            |                      |                     |
| Temporadas Liga 3              | 4            |                      | 2 Puro Futebol Ouro |
| Temporadas na 2ªB              | 43           |                      | 4º lugar - 1998/99  |
| Temporadas na 3ª               | 13           | 1 - 1971/72          |                     |
| III Divisão Nacional - Nível 4 | 6            | 2 - 2006/07, 2010/11 |                     |
| Taça de Portugal               | 63           |                      | 1/2 Final - 2017/18 |
| Taça da Liga                   | 0            |                      |                     |

### Palmarés
- III Divisão: 2010/11; 2006/07 e 1971/72
- 1ª Divisão Distrital de Leiria: 1968/69; 1965/66; 1963/64 e 1962/63
- Taça de Leiria: 1968/69

## Links
- Website Oficial do Caldas Sport Clube
- Página de Facebook Oficial do Caldas Sport Clube
- O Arquivo do Caldas... - Fichas e análises de jogos do Caldas Sport Clube, através da imprensa desportiva e local... e outras histórias e crónicas Alvi-Negras...
- Armada da Rainha - Página de Facebook alusiva ao Caldas Sport Clube
- Caldense d'Gema - Blog alusivo ao Caldas Sport Clube